# Ramón Jiménez y Robredo
Ramón Jiménez y Robredo (Cartago, 14 de enero de 1779 - 24 de diciembre de 1851) fue teniente de gobernador de la provincia de Costa Rica en 1819, durante el reinado de Fernando VII.

## Datos familiares
Pertenecía a una familia aristocrática de su ciudad natal. Fue hijo de don José Antonio Jiménez y Bonilla y Petronila Rodríguez de Robredo y Arlegui.
Contrajo nupcias en Cartago el 11 de abril de 1807 con doña Joaquina Zamora y Coronado, hermana de don José María Zamora y Coronado, primer abogado costarricense. De este matrimonio nacieron once hijos:
1) Eustaquio (1807-1887), sacerdote.
2) Ana Bernabela (1809)
3) Juana de Dios (1811-1892), casada con el militar y político Pedro García Oreamuno, viudo de María Petronila Prieto.
4) José Manuel (1813-1888), casado con María Dolores Oreamuno y Carazo.
5) Nicolás Vicente (1814)
6) Agapito Jiménez Zamora (1817-1879), casado con Inés Sáenz y Carazo.
7) María de Jesús (n. 1819), soltera.
8) Dolores Vicenta Pía (n. 1821), casada con el político Félix Sancho y Alvarado.
9) Jesús Jiménez Zamora, presidente de la República de 1863 a 1866 y de 1868 a 1870, casado con Esmeralda Oreamuno Gutiérrez, hija del jefe de Estado Francisco María Oreamuno Bonilla.
10) Ramón de Jesús (1827-1829)
11) Ramona Nicolasa Dolores (n. 1830), casada con Mauricio Peralta y Echavarría.
Tuvo además un hijo extramatrimonial con María Ascensión Corrales, llamado Juan de Jesús, que fue bautizado en Cartago el 12 de junio de 1807.

## Teniente de gobernador de Costa Rica
El 1° de enero de 1819 asumió el cargo de alcalde ordinario de Cartago. El 10 de mayo de 1819, debido a la grave enfermedad del gobernador Juan de Dios de Ayala y Toledo, asumió el mando político de la provincia como teniente de gobernador. El mando militar fue asumido por don Salvador de Oreamuno y MUñoz de la Trinidad. El 10 de junio murió Ayala, y por no haber llegado aún a la provincia su sucesor designado Bernardo Vallarino y Targa, Jiménez continuó en el mando, que el 29 de diciembre de 1819 entregó el poder a Juan Manuel de Cañas-Trujillo, nombrado por la Real Audiencia de Guatemala como gobernador interino debido a que Vallarino había perecido en un naufragio en el río Magdalena.

## Actividades privadas
En 1840 se declara poseedor de “dos caballerías, veinte manzanas”, terreno cultivado de café y cacao cerca del río Guayabo en Turrialba, conocida en la historia como Hacienda Guayabo y la cual se le concedió gratuitamente.